# Файн, Роберт
Роберт Файн (нем. Robert Fein, 8 декабря 1907 — 2 января 1975) — австрийский тяжелоатлет, Олимпийский чемпион, чемпион Европы.
Роберт Файн родился в 1907 году в Вене. В 1929 году выиграл чемпионат Европы, на чемпионате Европы 1930 года занял третье место, в 1934 году вновь стал чемпионом Европы, а на чемпионате Европы 1935 года стал вторым. В 1936 году на Олимпийских играх в Берлине завоевал золотую медаль. В 1937 году занял второе место на чемпионате мира.